# A41 (Frankrijk)
De A41 is een autosnelweg in het uiterste oosten van Frankrijk die de stad Grenoble verbindt met de Zwitserse stad Genève. De weg bestaat uit een noordelijk (51 km) en zuidelijk (77 km) deel, die bij de plaats Chambéry van elkaar gescheiden zijn. De verbinding bij Chambéry tussen beide delen gebeurt door de N201 en de snelweg A43. De totale lengte van de snelweg, die in 1981 werd geopend, bedraagt 131 kilometer.

## Chambéry
De passage door Chambéry gebeurt over de N201, een stedelijke weg (voie rapide urbaine). Er bestonden plannen om beide delen van de A41 met elkaar te verbinden door middel van een tracé dat voor een deel uit één of meerdere tunnels zou bestaan. Vanwege de hoge kosten werd er in 2014 definitief afgezien van deze plannen. Het doorgaand verkeer tussen A41-noord en A43-west enerzijds en A41-zuid en A43-oost anderzijds zal de stad blijven doorkruisen via de N201, maar er zal wel meer ingezet worden op een modal shift naar de spoorweg, met onder meer het HST-project Lyon-Turijn.

## Aanleg
- 1968: Aanleg van het traject tussen Grenoble en Crolles vanwege de Olympische Winterspelen in Grenoble.
- 1975: Traject tussen Annecy en Rumilly
- 1977: Traject Chambéry-Annecy
- 1978: Traject Grenoble-Chambéry
- 1981: Knooppunt met de snelweg A40
- 2008: Opening sectie tussen Saint-Julien-en-Genevois en Villy-le-Pelloux inclusief de Tunnel du Mont-Sion. Het oude stuk richting Bonneville is omgenummerd tot A410. De oude A401 is aan de A41 toegevoegd.

## Departementen
De A41 doorkruist 3 departementen. In de onderstaande lijst zijn steeds de belangrijkste plaatsen langs de snelweg aangegeven.

### Isère
- Grenoble
- Saint-Ismier
- Crolles
- Le Touvet
- Pontcharra

### Savoie
- Chambéry
- Aix-les-Bains

### Haute-Savoie
- Annecy
- La Roche-sur-Foron